# Євдокименко Наталія Михайлівна
Євдокименко Наталія Михайлівна (нар. 26 травня 1951, м. Дніпропетровськ, УРСР, СРСР) — радянська та українська вчена-хімік, доктор технічних наук (1994), професор (1997).

## Біографія
У 1973 р. Євдокименко Наталія Михайлівна закінчила Дніпропетровський хіміко-технологічний інститут.
Працювала у 1975–1977 рр. у Ногінському науковому центрі АН СРСР (Московська область).
З 1977 р. працює в Українському державному хіміко-технологічному університеті у Дніпропетровську: з 1995 р. є професором кафедри хімії та технології переробки еластомерів.

## Наукові дослідження
Напрямок – проблеми прогнозування властивостей і синтезу нових матеріалів конструкційного призначення.

## Основні наукові праці
- Определение структурных параметров пространственносшитых полимеров методом малых деформаций сжатия // Изв. вузов. Химия и хим. технология. 1978. Т. 23, вып. 1;
- Принципы построения оптимальных рецептов резин и режимов их изготовления // ХПУ. 1996. № 4;
- Синтез резин заданной морфологии // Проблемы шин и резино-кордных композитов. Москва, 1997. Т. 1;
- Полімерні суміші та композити. Дн., 2003 (співавт.).